# Johan Ludvig Heiberg (poeta)
Johan Ludvig Heiberg fue un dramaturgo danés, influyente crítico y director del Teatro Real de Copenhague entre 1849 y 1856. 

## Biografía
Era hijo de los escritores Peter Andreas Heiberg, un revolucionario desterrado en Francia, y Thomasine Buntzen, vuelta a casar en 1801. Johan Ludvig Heiberg estudió en la Universidad de Copenhague y en 1814 publicó su primera obra de teatro, el drama romántico Teatro para marionetas (1814), y luego Farsas y bromas para Navidad (1816), así como una pieza satírica donde toma a los románticos como objeto de burla: La profecía de Tycho Brahe. El poeta Baggesen, interesado por su trabajo, le predijo una gran y exitosa carrera.
En 1819, ya con su diploma universitario en el bolsillo, partió para París con una beca del gobierno y la intención de visitar a su padre, al que encontró ciego. Allí pasó tres años y escribió el drama Nina. Se le ofreció entonces un puesto de profesor de danés en la Universidad de Kiel, donde dio también cursos de literatura comparada, para los que trazó un paralelo entre la mitología escandinava y los poemas de Oehlenschläger.
Volvió en 1825 a Copenhague y compuso gran número de vodeviles que tuvieron mucho éxito: El rey Salomón y el sombrerero (1825); De los inocentes (1826), Historia en el jardín de Rosenborg (1827), Los daneses en París (1833), No (1836) y Sí (1839), inspiradas en las comedias francesas. Pero también compuso dramas: en 1830 Los inseparables y en 1835 Los elfos, así como numerosos poemas.
Publicó artículos de 1827 a 1830 en el semanario Kjøbenhavnsposten, donde hizo aparecer poemas de Hans Christian Andersen así como extractos de su Viaje a pie a Amager. Se volvió extremadamente popular. Escribió en 1828 Elverhøj. En 1831 se casó con la actriz de teatro y cantante de ópera Johanne Luise Heiberg, alumna de Giuseppe Siboni, para la cual escribió vodeviles y comedias líricas. Muy opuesto a los románticos que se tomaban todo demasiado en serio según su gusto, los criticó con una elegancia e ironía que marcaron escuela entre los críticos literarios daneses hasta que Georg Brandes lo acusó de excesivo formalismo. Fue el introductor en Dinamarca del género vodevil en el teatro.

## Legado
Su influencia sobre el gusto y la opinión crítica era mayor que la de cualquier escritor de su época, y sólo puede compararse con la de Holberg en el siglo XVIII. La mayoría de los poetas del movimiento del Romanticismo en Dinamarca eran muy graves y serios, mientras que Heiberg añadió los elementos del humor, la elegancia y la ironía. Tenía el genio del buen gusto, y sus producciones ingeniosas y delicadas eran casi únicas en la literatura de su país. En primer lugar, creó una tradición crítica danesa basada en principios firmes y consecuentes de estética rompiendo con los juicios de valor a menudo sumamente subjetivos y ocasionales de sus predecesores. A cambio, no ha evitado ser considerado un formalista conservador y elitista por la posteridad y la reacción contra su línea fue iniciada por Georges Brandes, que sin embargo también fue seguidor de su escuela. En cualquier caso, la mayoría de los críticos daneses posteriores tuvieron que tomar una decisión sobre sus ideas.
Las obras poéticas de Heiberg fueron recogidas en once volúmenes, en 1861-1862, y sus escritos en prosa (11 volúmenes) en el mismo año. El último volumen de sus obras contiene fragmentos de autobiografía.